# عاصفة في الربيع (فلم)
عاصفة في الربيع فيلم دراما رومانسي مصري، قصة وإخراج إبراهيم لاما، واشترك معه في كنابة السيناريو والحوار المخرج عثمان أباظة. الفيلم من بطولة شادية وسمير عبد الله لاما  وتدور أحداثه حول الدكتور مصطفى الذي قضى حياته من أجل جَمْع المال، غير عابئ بأي شخص في طريقه، حتى أنه يرفض تزويج ابنته من حبيبها لكونه فقيرًا.
صدر الفيلم إلى دور العرض المصرية في 7 مايو 1951.
منح موقع قاعدة بيانات الأفلام العربية «السينما.كوم» الفيلم درجة 5.3/ 10.

## طاقم التمثيل
شادية: في دور سميحة مصطفى طلعت
سمير عبد الله لاما: في دور سمير علوي (مهندس ميكانيكا ومدرب رياضي)
أحمد علام: في دور الدكتور مصطفى بك طلعت (الطبيب الثري والد سميحة)
ماري منيب: في دور أمينة هانم (عمة سميحة)
محمد الجنيدي: في دور دنجل أفندي (صديق سمير)
حسين عيسى: في دور أمين أفندي (صديق دنجل)
أحمد أباظة: في دور زعيم العصابة
نادية السبع: في دور زينب (الخادمة)
عبد الحميد زكي: في دور ناظر الزراعة
أنور زكي: في دور طبيب العيون
مي مدور: في دور صديقة سميحة
محسن حسنين: في دور فرد من أفراد العصابة
عباس الدالي: في دور الكلاف
بترو طنوس: في دور اليوناني
إبراهيم عباس: في دور الخفير 

## أغاني الفيلم
الكلمات: إبراهيم كامل رفعت
أغنية «هو مين» ألحان خليل المصري
أغنية «على مهلك»
مونولوج البتاتيه والبتاتوه (كلمات: إبراهيم كامل رفعت)
أغنية «كتير علينا» ألحان حامد طاهر
أغنية «يا هنيالي» ألحان حامد طاهر

## أحداث الفيلم
يعمل الشاب سمير (سمير عبد الله لاما) مهندساً ميكانيكياً، وهو شاب متفوق رياضياً أيضاً، فهو بارع في الصيد وفي الفروسية ويمتلك 30 فدان. يصادف في نادي الفروسية حصان يشد انتباهه ويقرر تدريبه ودخول السباق به، ويتصل بصاحب الحصان وهو الدكتور مصطفى بك طلعت (أحمد علام) وهو طبيب ثري وابنته الشابة الجميلة سميحة (شادية). يلتقي سمير بالدكتور مصطفى وابنته ويحصل منهم على الموافقة لتدريب الحصان وأيضا الابنة الجميلة على الفروسية. تنشأ علاقة حب بين سمير وسميحة يتعامل الدكتور عبد السلام مع علاقة الحب بين ابنته ومدربها باعتبار أن الشاب ليست لديه القدرات المالية المناسبة لتكافؤ المصاهرة ويتعامل بغلظة وصرامة مع الشاب حين يتقدم لخطبة ابنته، بينما تلوم الدكتور مصطفى شقيقته أمينة هانم (ماري منيب) حيث أنه المسئول عن تقارب الشاب من ابنته. يأمر الأب ابنته وعمتها بالانتقال للإقامة في بيتهم الريفي بالمنوفية. يلحق سمير بحبيبته وبصحبته دنجل وفي مكان قريب من عزبة مصطفى بك يقيم سمير ودنجل عند صديق الأخير أمين أفندي (حسين عيسى). يكتشف سمير عصابة تسرق مواشي الدكتور مصطفى وخيوله، ويتمكن سمير من إعادة المسروقات. يتهم الدكتور مصطفى جاره أمين أفندي بالتآمر مع سمير في مؤامرة ليبدو سمير صاحب فضل عليه. يقدم المهندس الشاب للصحراء مشروعا للتعمير، ويصبح تعمير الصحراء الذي قام به المهندس سمير هو المهر الأكثر ضمانا كى يقوم الطبيب الثري بتغيير أفكاره، ويزوج ابنته سميحة من حبيبها.

## استقبال الفيلم
كتب محمود قاسم على موقع الشروق في 10 يوليو 2020: «كانت هناك صدمة في وفاة»بدر لاما" الذي كان رياضيا يميل إلى الفروسية، ومن أجل استمرار المسيرة قام "إبراهيم لاما«بمنح سمير عبد الله، أو» سمير لاما«فرصة أن يكون خليفة لبدر لاما فكان فيلم» عاصفة في الربيع«... لم يكن بدر لاما بالممثل الموهوب، لكنه كان مقبولاً كممثل حركة، أما سمير عبد الله فهو يقل كثيرا في الموهبة والحضور عن عمه الذي رحل عام 1947، ومن المعروف أن والده استعان به في أفلامه وهو طفل وراهن عليه وهو شاب، وبعد وفاة الأب، اختفت الأسرة خاصة»بدرية رأفت" زوجة بدر لاما، ورحل سمير إلى لبنان وعمل مع فاروق عجرمة في أدوار صغيرة حتى تلاشى الحلم".

## روابط خارجية
- مقالات تستعمل روابط فنية بلا صلة مع ويكي بيانات